# François Lenglet
Pour les articles homonymes, voir Lenglet.
François Lenglet, né le 10 novembre 1961 à Antony (Hauts-de-Seine), est un journaliste français spécialisé en économie.
Passé par L'Expansion dans les années 1990, Enjeux-Les Échos de 2000 à 2008, La Tribune de 2008 à 2011, puis BFM Business et BFM TV en 2011-2012, il officie à partir de 2012 sur la chaîne France 2 où il dirige le service Économie, et intervient dans différentes émissions. En 2018, il rejoint TF1 et LCI, où il dirige le service économie.

## Biographie
François Lenglet est né le 10 novembre 1961 à Antony. Il passe son enfance près de la forêt de Sénart en Île-de-France. Sa mère est professeur de français et de latin et son père dirige une entreprise dans l'industrie chimique.
Il obtient une maîtrise de lettres modernes à l'université Paris-Sorbonne et il débute  en 1983 comme journaliste à l'agence de presse A Jour.
De 1985 à 1986, il est rédacteur en chef de Minitel magazine. De 1986 à 1989, il vit en Asie : il est professeur de littérature française à Shanghai (Chine) et correspondant en Asie pour la presse française, notamment L'Express,. De retour à Paris, il travaille au magazine Science et Vie Économie de 1989 à 1991.
En 1991, il entre au magazine économique L'Expansion. Il devient chef du service Économie en 1994, rédacteur en chef en 1997 puis directeur adjoint en 1998.
De 2000 à 2008, il est directeur de la rédaction d’Enjeux-Les Échos, supplément mensuel au quotidien économique Les Échos.
En 2008, il rejoint le quotidien économique La Tribune, devenant rédacteur en chef puis directeur de la rédaction.
À partir de la rentrée 2011, il devient directeur de la rédaction de BFM Business et éditorialiste économique sur la chaîne d'information en continu BFM TV ainsi que sur la radio RMC (les trois canaux appartenant au même groupe, NextRadioTV).
En janvier 2012, il interroge, avec trois autres journalistes, le président de la République Nicolas Sarkozy. Il intervient aussi dans l'émission politique Des paroles et des actes diffusée en première partie de soirée sur France 2, notamment durant la campagne de l'élection présidentielle de 2012. En mai 2012, il devient éditorialiste occasionnel dans l'hebdomadaire Le Point.
En juin 2012, il est nommé rédacteur en chef du service France au sein de la rédaction de France 2 et quitte alors ses fonctions au sein de BFM Business et de BFM TV.
En septembre 2013, il anime une chronique économique radiophonique quotidienne à 8 h 15 sur RTL. À compter de la rentrée 2014, sa chronique est déplacée à 7 h 40 pendant la matinale de RTL (présenté par Yves Calvi).
Selon le Baromètre 2014 publié par Le Huffington Post, François Lenglet figure au premier rang des personnalités économiques préférées des Français.
De 27 octobre 2014 au 8 août 2018, il anime le magazine L'Angle éco en seconde partie de soirée le lundi sur France 2 et depuis le 15 septembre 2016, il intervient sur la même chaine dans le magazine L'Émission politique, qui remplace Des paroles et des actes, reprenant le même rôle qu'il tenait dans Des paroles et des actes,.
En 2018, Pure médias annonce que François Lenglet va quitter France Télévisions pour rejoindre le groupe TF1 à partir du 22 août 2018. Dans un communiqué, le groupe TF1 indique que François Lenglet « interviendra au sein des éditions du journal de 13 heures et de 20 heures pour expliquer et approfondir un fait d’actualité économique et sur LCI notamment dans l’émission de David Pujadas »,.
À partir du 1er septembre 2019, il anime le nouveau magazine Lenglet Déchiffre diffusé tous les dimanches sur LCI.

## Analyses

### Style et personnalité
François Lenglet est cité parfois comme l'un des journalistes les plus influents dans le paysage médiatique français,. Il s'est fait connaître du grand public au cours de la campagne présidentielle de 2012, en interrogeant les candidats sur leur programme économique, tentant de mener la contradiction, graphique à l'appui. Il s'appuie régulièrement sur les chiffres de l'OCDE, son organisme de référence, et dit pratiquer « une forme un peu primitive de “data journalisme” ».
Selon Télérama, François Lenglet est devenu « mascotte » de France 2, après avoir travaillé à BFM TV, et « assure la BFMisation de l'info ». Télérama rapporte le propos suivant de François Lenglet : « Avec les chiffres, on touche du doigt une forme de vérité », mais, selon Télérama, « les chiffres aussi gardent les empreintes de celui qui les manipule », et Lenglet s'avoue « plutôt libéral ».
Parfois, François Lenglet se met en scène dans ses propres démonstrations grâce à des montages visuels, notamment dans l'émission Des paroles et des actes. Chef du service économie de France 2, il livre également ses analyses sur des sujets économiques au journal de 20 heures.

### Prix du livre d'économie 2016
En 2016, François Lenglet publie Tant pis ! Nos enfants paieront, un ouvrage dans lequel il condamne le choix des 35 heures, exprime ses doutes sur le bien fondé de la zone euro et prend à partie la génération du baby boom, principale responsable selon lui de la crise française. Cet ouvrage lui vaut d'ailleurs de recevoir le prix du livre d'économie 2016 le 14 décembre 2016.

### Critique raisonnée de la mondialisation
Selon Le Monde, l'émission télé de François Lenglet « L’Angle Eco » consacré au protectionnisme a le mérite de présenter plusieurs facettes du problème, et de donner des exemples précis, comme celui de la Suisse qui a sauvé sa production agricole de mâche en fermant les frontières. L'émission décrit à la fois une Europe libérale, où l'abaissement des droits de douane entraîne des délocalisations vers des pays à bas coût de salaire, et à la fois une Europe protectrice, avec par exemple une « brigade antidumping » chargée d'enquêter en Chine. L'émission montre aussi avantage et inconvénient de la mondialisation, comme la possibilité d'acquérir des produits moins chers en provenance de l'étranger, et en contrepartie une diminution de l'emploi et de l'industrie en France. Le Monde estime que l'émission de Lenglet ne permet pas de conclure sur la nécessité ou pas de « fermer les frontières pour sauver nos emplois »,,. Cependant, analysant le livre La fin de la mondialisation de François Lenglet , Les Echos estiment que ce dernier plaide en faveur d'un protectionnisme « modéré ». Selon Les Echos, ce positionnement en faveur d'un protectionnisme « raisonné » est « rare » pour « un journaliste économique qui a pignon sur rue, et une place attitrée sur trois grands médias, radio, télévision et magazine ».
Selon Les Échos, le livre La fin de la mondialisation de François Lenglet évoque un éventuel retournement irrémédiable de la mondialisation après que celle-ci a atteint un apogée au début des années 2000. La doctrine visant à assurer le développement économique par la libéralisation des échanges commerciaux et financiers est selon François Lenglet mise à mal. Il affirme notamment que la mise en pratique de cette doctrine a conduit à une augmentation des inégalités de revenus au sein des pays qui ont ouvert leurs frontières, même si cela est moins visible en France, grâce à la présence d'un salaire minimum et de protections sociales, qui existent cependant par le biais de déficits publics insoutenables à terme.

## Critiques
- François Lenglet est parfois critiqué pour ses positions néolibérales en matière d'économie. Il est qualifié de « zélateur d’économie désocialisée » par Acrimed[25]. Lorsqu'il reçoit le « Prix du livre d’économie » pour son ouvrage intitulé Tant pis ! Nos enfants paieront, Acrimed accuse ce prix d'être en partie une « médaille de la pédagogie libérale »[26]. François Lenglet se défend néanmoins de tout dogmatisme, et revendique se baser sur des chiffres, notamment ceux de l'OCDE. Il reconnaît cependant être libéral sur certains sujets économiques[27],[16].
- En février 2012, pendant la campagne présidentielle, le journal de gauche Fakir l'accuse d’avoir utilisé des chiffres mensongers face à Jean-Luc Mélenchon lors de l'émission Des paroles et des actes sur France 2[28]. En mars 2013, il est de nouveau accusé de « mensonge » et de « manipulation », par le site web du journal Le Monde diplomatique[29].
- En octobre 2013, le site web de critique des médias Acrimed publie un article critiquant l’unanimité des médias français et François Lenglet en faveur de l’assouplissement de la loi sur le travail dominical [30].
- En octobre 2014, L'Est-Éclair révèle que François Lenglet pratique des « ménages », notamment en acceptant d'animer une conférence pour la 10e édition de la « Magic Business », un événement organisé par l’association Le Cercle des services, contre une rémunération de 8 500 €[31]. Lenglet soutient, dans sa réponse, que sa rémunération est en fait de 3 500 €, une partie du coût passant en frais (livres offerts, déplacement)[32]. Il assure avoir l'accord de son employeur et effectuer ces missions « en qualité d'essayiste ». Acrimed souligne qu'il a fait de même pour le compte de la CCI de Bordeaux en novembre 2013 ou au Forum Destination International de Toulouse en 2014[33].
- Lors de l’émission Des paroles et des actes le 26 mai 2016, François Lenglet déclare qu'Evo Morales, président de la Bolivie, est « corrompu » ; celui-ci avait en effet initialement été accusé de corruption dans ce qui semble avoir été une machination politique visant à lui faire perdre un référendum constitutionnel, avant d'être innocenté dans le rapport d’enquête[34],[35],[36]. Maurice Lemoine, sur le site altermondialiste Mémoire des luttes, accuse par la suite François Lenglet de « corrompre le débat public »[34]. L'ambassade de Bolivie à Paris réagit par un communiqué de protestation[37]. En réponse, le journaliste publie une mise au point[38], reconnaissant que les termes qu'il avait utilisés à l'encontre du président bolivien n'étaient « pas appropriés ». France Télévisions retire l'émission de son site, celle-ci étant destinée à être remplacée par « une nouvelle version »[38],[39],[40], et met en ligne sur son site internet un rectificatif, qu'Arrêt sur images juge « planqué dans un coin », alors que le « mensonge » a été lui « proféré en pleine lumière, à la lueur des projecteurs »[41],[42].
- En novembre 2017, il prend « quelques libertés avec les faits » face à Jean-Luc Mélenchon lors de l’Émission politique du 30 novembre 2017, omettant de rappeler que le montant de la TVA sur les véhicules se règle en fonction du pays de résidence de l'acheteur. Jean-Luc Mélenchon l'accuse d'avoir « sciemment menti » ou d'avoir lu des fiches qu'il n'a pas préparées lui-même[43].

## Résumé de carrière dans les médias

### Parcours en radio
- Depuis 2013 : présentateur de la chronique quotidienne Lenglet-Co dans la matinale de RTL

### Émissions à la télévision
- 2011-2016 : Des paroles et des actes (France 2)
- 2014-2018 : L'Angle éco (France 2)
- 2016-2018 : L'Émission politique (France 2)
- Depuis 2019 : Lenglet Déchiffre (LCI)

## Publications
- La crise des années 30 est devant nous, Paris, Éditions Perrin, mars 2007, 236 p. (ISBN 978-2-262-02648-6)
- La Guerre des empires : Chine contre États-Unis, Paris, Éditions Fayard, coll. « Documents », octobre 2010, 220 p. (ISBN 978-2-213-65557-4)
- Qui va payer la crise ?, Paris, Éditions Fayard, coll. « Documents », 19 septembre 2012, 216 p. (ISBN 978-2-213-67159-8)
- La Fin de la mondialisation, Paris, Éditions Fayard, coll. « Documents », 18 septembre 2013, 264 p. (ISBN 978-2-213-67810-8)
- Tant pis ! Nos enfants paieront, Albin Michel, 2016, 240 p.
- Tordez le cou aux idées reçues, Stock, 2018.
- Tout va basculer !, Albin Michel, 2019.
- Quoi qu'il en coûte !, Albin Michel, 2020.
- Rien ne va, mais..., Plon, 2022, 224 p.  (ISBN 9782259312615)
- Combien de temps ça va durer ?, Plon, 2023.